# Liste der Monuments historiques in Pommiers-Moulons
Die Liste der Monuments historiques in Pommiers-Moulons führt die Monuments historiques in der französischen Gemeinde Pommiers-Moulons auf.

## Liste der Bauwerke
| Bezeichnung       | Beschreibung              | Standort       | Kennzeichnung | Schutzstatus | Datum | Bild           |
| ----------------- | ------------------------- | -------------- | ------------- | ------------ | ----- | -------------- |
| Kirche St-Étienne | Erbaut im 12. Jahrhundert | Moulons (Lage) | PA17000029    | Inscrit      | 2000  | weitere Bilder |

## Liste der Objekte
Zum Verständnis siehe: Kirchenausstattung
| Bezeichnung          | Beschreibung | Standort                                   | Kennzeichnung | Schutzstatus | Datum | Bild |
| -------------------- | --- | ------------------------------------------ | ------------- | ------------ | ----- | ---- |
| Glocke               | Bronze, 1690 gegossen | Moulons, in der Kirche St-Étienne (Lage)   | PM17000238    | Classé       | 1911  |      |
| Zwei Wandgemälde     | links des Altars Erzengel Michael, Heiliger Crépin und Heiliger Crépinien, rechts Christus als Weltenherrscher und die vier Evangelisten; 15. Jahrhundert | Moulons, in der Kirche St-Étienne (Lage)   | PM17000239    | Classé       | 1973  |      |
| Liturgische Gewänder | Kasel, Stola und Manipel; Seidenstoff, 19. Jahrhundert | Pommiers, in der Kirche St-Saturnin (Lage) | PM17001592    | Inscrit      | 1989  |      |
| Gemälde Kreuzigung   | Öl auf Leinwand, 17. Jahrhundert | Moulons, in der Kirche St-Étienne (Lage)   | PM17001593    | Inscrit      | 1989  |      |